# 岡田裕
岡田 裕（おかだ ゆう、1946年〈昭和21年）3月 - 〉は、山口県光市出身の陶芸家。江戸時代に築かれ、200年以上受け継がれてきた由緒ある窯元である萩焼岡田窯八代目（山口県指定無形文化財萩焼保持者）。

## 略歴・作風
1946年3月岡田窯七代岡田仙舟の長男として、父の赴任地山口県光市で生まれる。1964年神奈川県立厚木高等学校、1968年慶応義塾大学法学部をそれぞれ卒業。いったんは水産会社である株式会社極洋に入社したが、萩焼の魅力に引き込まれ、1972年退社して父仙舟に師事し作陶に入る。2004年仙舟死去の後、岡田窯八代に就任。1977年日本工芸会山口支部研究会員、1978年萩女子短期大学非常勤講師に就任（1999年まで）。1979年、第26回日本伝統工芸展に入選、1984年茶の湯の造形展（田部美術館）で優秀賞を受賞し、第31回日本伝統工芸展などでも入選、1988年に萩市文化奨励賞（杉道助賞）を受賞している。2006年山口県指定無形文化財に認定され、2017年に旭日双光章を受章。作風としては、シルクロードを度々視察旅行した際に得たインスピレーションをもとに編み出された炎彩の技法を特徴とする。

## 所属会派・資格
- 日本工芸会正会員、同山口支部参予
- 萩焼陶芸家協会専務理事
- 日本陶芸美術協会会員
- 山口県指定無形文化財萩焼保持者

## 作品収蔵
- 東京国立近代美術館
- 外務省
- 山口県立美術館
- 田部美術館
- そごう美術館
- 山口県立萩美術館
- 茨城県陶芸美術館
- 岐阜県立現代陶芸美術館
- 兵庫県立美術館
- 益子陶芸美術館
- 山口県立萩美術館・浦上記念館